# Tschkalowske
Tschkalowske (ukrainisch Пролісне) ist eine Siedlung städtischen Typs in der ukrainischen Oblast Charkiw mit etwa 3800 Einwohnern (2020).
Die 1929 gegründete Ortschaft erhielt 1977 den Status einer Siedlung städtischen Typs und besitzt eine Bahnstation an der Bahnstrecke Charkiw–Kupjansk.
Tschkalowske liegt an der Regionalstraße P–07 25 km südöstlich vom Rajonzentrum Tschuhujiw und 63 km südöstlich vom Oblastzentrum Charkiw.

## Verwaltungsgliederung
Am 13. Mai 2016 wurde die Siedlung zum Zentrum der neugegründeten Siedlungsgemeinde Tschkalowske (Чкаловська селищна громада/Tschkalowska selyschtschna hromada). Zu dieser zählten auch 15 in der untenstehenden Tabelle aufgelisteten Dörfer sowie die Ansiedlung Doslidne, bis dahin bildete sie zusammen mit den Dörfern Hawryliwka, Mykolajiwka, Nowa Hnylyzja sowie der Ansiedlung Doslidne die gleichnamige Siedlungsratsgemeinde Tschkalowske (Чкаловська селищна рада/Tschkalowska selyschtschna rada) im Osten des Rajons Tschuhujiw.
Am 12. Juni 2020 kam noch die Dörfer Hrakowe und Rtyschtschiwka sowie die Ansiedlung Salisnytschne zum Gemeindegebiet.
Folgende Orte sind neben dem Hauptort Tschkalowske Teil der Gemeinde:
| Name                     | Name         | Name                           |
| ukrainisch transkribiert | ukrainisch   | russisch                       |
| ------------------------ | ------------ | ------------------------------ |
| Doslidne                 | Дослідне     | Дослидное (Doslidnoje)         |
| Hawryliwka               | Гаврилівка   | Гавриловка (Gawrilowka)        |
| Hrakowe                  | Гракове      | Граково (Grakowo)              |
| Korobotschkyne           | Коробочкине  | Коробочкино (Korobotschkino)   |
| Mykolajiwka              | Миколаївка   | Николаевка (Nikolajewka)       |
| Nowa Hnylyzja            | Нова Гнилиця | Новая Гнилица (Nowaja Gniliza) |
| Ossykowyj Hai            | Осиковий Гай | Осиковый Гай (Ossikowy Gai)    |
| Salisnytschne            | Залізничне   | Зализничное (Salisnitschnoje)  |
| Rtyschtschiwka           | Ртищівка     | Ртищевка (Rtischtschewka)      |